# Вест Врихолд (Њу Џерзи)
Вест Врихолд (енгл. West Freehold) насељено је место без административног статуса у америчкој савезној држави Њу Џерзи.

## Демографија
По попису из 2010. године број становника је 13.613, што је 1.115 (8,9%) становника више него 2000. године.
| Група             | 2000.          | 2010.          |
| Белци             | 10.842 (86,7%) | 11.043 (81,1%) |
| Афроамериканци    | 308 (2,5%)     | 431 (3,2%)     |
| Азијати           | 535 (4,3%)     | 842 (6,2%)     |
| Хиспаноамериканци | 673 (5,4%)     | 1.107 (8,1%)   |
| Укупно            | 12.498         | 13.613         |